# Doppelter Elektroneneinfang
Der doppelte Elektroneneinfang ist eine Möglichkeit des radioaktiven Zerfalls eines Atomkerns. Als Formelsymbol wird EC/EC oder {\displaystyle 2\varepsilon } verwendet. Für ein Nuklid  (A, Z) mit der Zahl A der Nukleonen und der Ordnungszahl Z ist ein doppelter Elektroneneinfang nur möglich, wenn die Masse des Nuklids (A, Z − 2) kleiner ist. Er ist mit dem doppelten Betazerfall verwandt.
Auf diesem Zerfallsweg werden zwei Elektronen aus der Atomhülle von zwei Protonen des Atomkerns eingefangen und es entstehen zwei Neutronen. Dabei werden zwei Neutrinos freigesetzt. Da die Protonen in Neutronen umgewandelt werden, erhöht sich die Anzahl der Neutronen um 2 und die Anzahl der Protonen Z verringert sich um 2. Die Massenzahl A bleibt unverändert. Durch Änderung der Protonenzahl entsteht bei doppeltem Elektroneneinfang das Nuklid eines anderen Elements.
Beispiel:
{\displaystyle \mathrm {{}_{\ 54}^{124}Xe} +2\mathrm {e} ^{-}\rightarrow \mathrm {{}_{\ 52}^{124}Te} +2\,\nu _{\mathrm {e} }}
Die Wahrscheinlichkeit für den doppelten Elektroneneinfang ist, wie beim doppelten Betazerfall, ungeheuer klein, da hier ein Prozess der Schwachen Wechselwirkung gleich zweimal stattfinden muss und weil der Überlapp der Elektronenorbitale mit dem um 4–5 Zehnerpotenzen kleineren Atomkern sehr klein ist (d. h. die Aufenthaltswahrscheinlichkeit eines Elektrons im Kern ist extrem klein, die Wahrscheinlichkeit für den gleichzeitigen Aufenthalt zweier Elektronen noch immens kleiner). Der hier genannte Zerfall von 124Xe hat eine Halbwertszeit von 18 Trilliarden (1,8·1022) Jahren und ist damit der seltenste Zerfall, der je beobachtet wurde. Der doppelte Elektroneneinfang kann daher nur auftreten, wenn der einzelne Elektroneneinfang aus energetischen Gründen nicht möglich ist, was insgesamt bei 35 natürlich vorkommenden Nukliden der Fall ist.
Der experimentelle Nachweis des doppelten Elektroneneinfangs ist noch schwieriger als der des doppelten Betazerfalls, denn die einzigen nachweisbaren Teilchen sind hierbei {\displaystyle \gamma }-Quanten und Augerelektronen, die aus der Atomhülle emittiert werden. In diesem Energiebereich (wenige keV) ist das Hintergrundrauschen deutlich höher. Als erster und bislang einziger doppelter Elektroneneinfang konnte 2019 der Zerfall von 124Xe zweifelsfrei nachgewiesen werden.

## Konkurrierender β+-Zerfall
Wenn der Massenunterschied zwischen Mutter- und Tochter-Atom mehr als zwei Elektronenmassen (1,022 MeV/c2) beträgt, ist die verfügbare Energie groß genug, um eine Kombination aus einem Elektroneneinfang mit einem β+-Zerfall zu ermöglichen. Dieser Prozess konkurriert mit dem doppelten Elektroneneinfang. Das Verhältnis der Häufigkeiten der beiden Zerfallswege hängt von den Eigenschaften des Atomkerns ab. Wenn die Massendifferenz mehr als 4 Elektronenmassen (2,044 MeV/c2) beträgt, wird ein dritter Zerfallsweg – der doppelte β+-Zerfall – möglich. Nur 6 natürlich vorkommende Nuklide können über alle drei Wege zerfallen. Keiner dieser beiden Prozesse wurde bislang experimentell nachgewiesen.

## Neutrinoloser doppelter Elektroneneinfang
Der oben beschriebene Vorgang mit dem Einfang zweier Elektronen und der Emission zweier Neutrinos ist durch das Standardmodell der Elementarteilchenphysik erlaubt, denn es werden keine Erhaltungssätze (die Erhaltung der Leptonenzahl eingeschlossen) verletzt.
Wenn die Leptonenzahl nicht erhalten wäre, könnte auch ein anderer Vorgang auftreten: Die entstehende Energie wird innerhalb des Kerns als Bremsstrahlung (Gammastrahlung) freigesetzt und es werden keine Neutrinos ausgesandt. Dieser Zerfallsweg wäre analog zum hypothetischen neutrinolosen doppelten Betazerfall. Ebenso wie dieser würde er dem Standardmodell widersprechen und konnte experimentell bisher nicht nachgewiesen werden.